# Скандал с договорными матчами в Ливане (2013)
В 2013 году в Ливане имел место скандал с договорными матчами, в результате которого Ливанская футбольная ассоциация дисквалифицировала пожизненно двух футболистов: Рамиза Даюба (играл за малайзийский «Селангор») и Махмуда Эль-Али (играл за индонезийский «Персиба Баликпапан»). Также в расследование коснулось ещё 22 игроков.

## Описание
В 2012—2013 годах ФИФА проводила расследование в рамках борьбы с договорными матчами по всему миру. Расследование было сосредоточено главным образом на европейском футболе, но оно также рассматривало проблему в Африке, Южной Америке и в Азии. В 2012 году более 50 стран находились под следствием по вопросу договорных матчей — это около четверти из всех 209 членов ФИФА на тот момент. Предпосылки скандала в ливанском футболе начались в конце 2012 года, когда большое количество ливанских игроков было обвинено в умышленном проигрыше матчей в ливанской лиге и других лигах по всей Азии. Скандал не ограничивался только матчами в футбольных лигах по всей Азии, но включал и матчи сборных. Крупные букмекерские компании подкупали игроков, чтобы они сдавали игры или давали противнику фору для победы в матче. После того, как разразился скандал, Ливанская футбольная ассоциация (ЛФА) начала расследовать обвинения, выдвинутые против ливанских футболистов. ЛФА назначила ответственным за расследование Фади Зрейката, генерального секретаря Федерации футбола Западной Азии. В ходе двухмесячного расследования, в котором участвовало более 60 свидетелей, Зрейкат пришёл к выводу, что есть доказательства фактов организации договорных матчей.

## Результаты расследования
Отчёт о скандале с договорными матчами стал поводом к дисквалификации 24 ливанских игроков в клубах Ливана, других азиатских клубах и даже в ливанской сборной. В дополнение к 24 игрокам в скандал с договорными матчами были вовлечены два чиновника. Вскоре после того, как результаты расследования Зрейката были обнародованы, Ливанская футбольная ассоциация наложила штрафы, а также отстранила виновных от футбольной деятельности. 20 ливанских футболистов были дисквалифицированы на год и получили штрафы в размере 3000 долларов, в то время как два игрока были отстранены на три года и получили штрафы по 7000 долларов каждый. Эти 22 игрока выступали либо во внутренней лиге Ливана, либо в других лигах Азии.
Самым суровым наказаниям подвергли Рамиза Даюба и Махмуда Эль-Али. Каждому из них был назначен штраф в размере 15000 долларов, и они получили пожизненную дисквалификацию. Даюб и Эль-Али выступали за сборную Ливана, а также за клубные команды в Азии. Причина, по которой их наказания были более суровыми, чем у других игроков, заключалась в том, что договорные матчи игрались на уровне сборных, когда они играли за национальную команду. Эта пара ассоциировалась с рядом попыток (в том числе и успешными) манипулирования результатами матчей. Речь шла о матчах на турнире, состоявшемся в Саудовской Аравии, также была подобная информация о матче с Катаром в отборе на чемпионат мира по футболу 2014 года.

Ливан впервые в своей истории вышел в четвёртый и последний раунд отборочных матчей чемпионата мира. Однако из-за скандала с договорными матчами шансы команды на участие в мундиале 2014 года значительно снизились. Тео Бюкер, немецкий тренер, который возглавил сборную Ливана в 2011 году, прервал череду неудачных результатов и вывел команду в финальный раунд квалификации Кубка мира, был крайне разочарован скандалом. Среди успешных матчей были победы над такими соперниками, как Иран и Южная Корея. В 2012 году Ливан с минимальным счётом проиграл Катару в отборочном матче чемпионата мира. Даюб отдал очень плохой пас, который перехватил нападающий Катара Себастьян Сория, он и забил единственный гол в матче. После того, как расследование было завершено, Бюкер сказал следующее: «Мы демонстрировали игру, и внезапно [катарский] игрок получил мяч и вышел один на один, и вы почувствовали, что что-то не так. Парень выглядел парализованным или что-то в этом роде.» Его разочарование по поводу Даюба продолжилось, когда он сказал: 
Я никогда не приходил к мысли, что кто-то может не просто сдать игру, но продать свою страну.
Вскоре после того, как ЛФА наложила штрафы на игроков, вовлечённых в скандал с договорными матчами, ФИФА направила письмо с высокой оценкой предпринятых мер.

## Последствия для игроков
Рамеза Даюба бойкотировали его собственные товарищи по «Селангору», его не выпустили на матч Кубка АФК против «Ист Бенгала». «Селангор» проиграл матч с минимальным счётом.

«Я не виновен. Они отстранили меня и обвинили в участии в договорных матчах без каких-либо доказательств или подтверждений» — из интервью Даюба Fox Sports.

Два других ливанских игрока, Мохамед Джафар из «Неймеха» и Хади Сахмарани из «Аль-Ахеда», были дисквалифицированы на три сезона и получили штрафы по 7000 долларов. Ещё десять игроков «Аль-Ахеда» были дисквалифицированы на год, и каждый получил штраф в размере 2000 долларов. Среди них были Акрам Мограби, который играл за «Черчилль Бразерс» в чемпионате Индии, а также игроки сборной Ахмад Црейк и Хуссейн Дакик. Азиатская футбольная конфедерация получила сводный отчёт Ливанской футбольной ассоциации о расследованиях и последующих мерах против участия ливанских игроков в договорных матчах. АФК также попросила ЛФА предоставить полный отчет о расследовании. ЛФА проинформировала Всеиндийскую футбольную федерацию и футбольные ассоциации Малайзии и Индонезии о санкциях в отношении ливанских игроков, выступавших в этих странах.